# Nationaal park Hallingskarvet
Nationaal park Hallingskarvet (Noors: Hallingskarvet nasjonalpark) is een nationaal park in Buskerud, Hordaland en Sogn og Fjordane in Noorwegen. Het park werd opgericht in 2006 en is 450 vierkante kilometer groot. Hallingskarvet is een fjelllandschap op een hoogplateau. De hoogste top is Folarskardnuten (1933 m). Het Flakavatnet-meer (1453 m) is het hoogst gelegen binnenmeer van Noorwegen. In het park leeft wild rendier, vos, haas, veelvraat, eland, poolvos, edelhert, steenarend, giervalk, torenvalk, ruigpootbuizerd.  
Nabij gelegen dorpen zijn: Geilo, Ustaoset, Haugastøl, Sudndalen, Myrland en Hol